# 拉龙德
拉龙德（法語：La Ronde，法語發音：[la ʁɔ̃d]）是法国滨海夏朗德省的一个市镇，位于该省北部，属于拉罗谢尔区。

## 地理
拉龙德（46°18'0"N, 0°48'27"W）面积20.79 平方千米，位于法国新阿基坦大区滨海夏朗德省，该省份为法国西部滨海省份，北起旺代省，西临大西洋，南至吉倫特省，东南接多爾多涅省，东北接德塞夫勒省接壤，东临夏朗德省。
与拉龙德接壤的市镇（或旧市镇、城区）包括：库尔松、米尼翁河畔拉格雷沃、圣西尔迪多雷、托贡、圣伊莱尔拉帕吕、当维克斯、马耶。
拉龙德的时区为UTC+01:00、UTC+02:00（夏令时）。

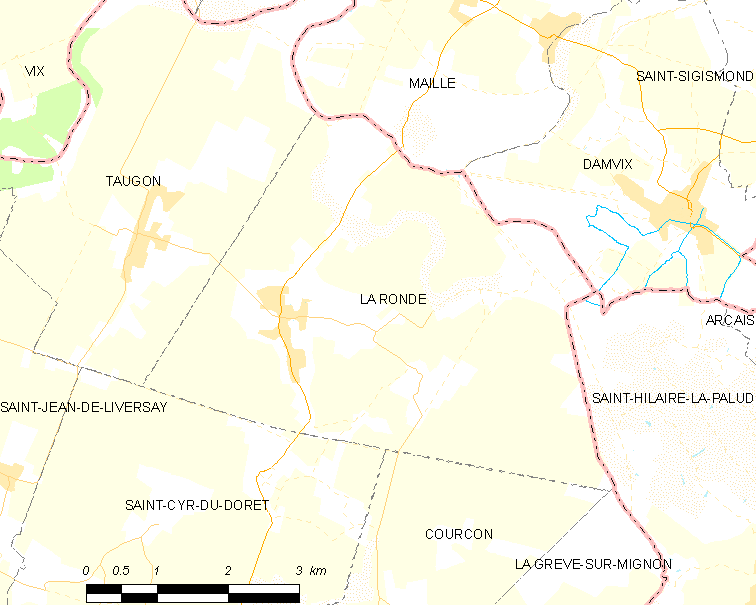
拉龙德的OSM定位图

## 行政
拉龙德的邮政编码为17170，INSEE市镇编码为17303。

## 政治
拉龙德所属的省级选区为马朗县。

## 交通
滨海夏朗德省省道D116线和D262E3线在境内交汇。

## 人口

1962-2008年间拉龙德人口变化图示

拉龙德于2022年1月1日时的人口数量为1005人。